# Ilmivka, Horodnea
Ilmivka (în ucraineană Ільмівка) este localitatea de reședință a comunei Ilmivka din raionul Horodnea, regiunea Cernihiv, Ucraina.

## Demografie
Componența lingvistică a localității Ilmivka
     Ucraineană (97,2%)
     Belarusă (1,53%)
     Rusă (1,27%)
Conform recensământului din 2001, majoritatea populației localității Ilmivka era vorbitoare de ucraineană (97,2%), existând în minoritate și vorbitori de belarusă (1,53%) și rusă (1,27%).